# Suleman Taufiq

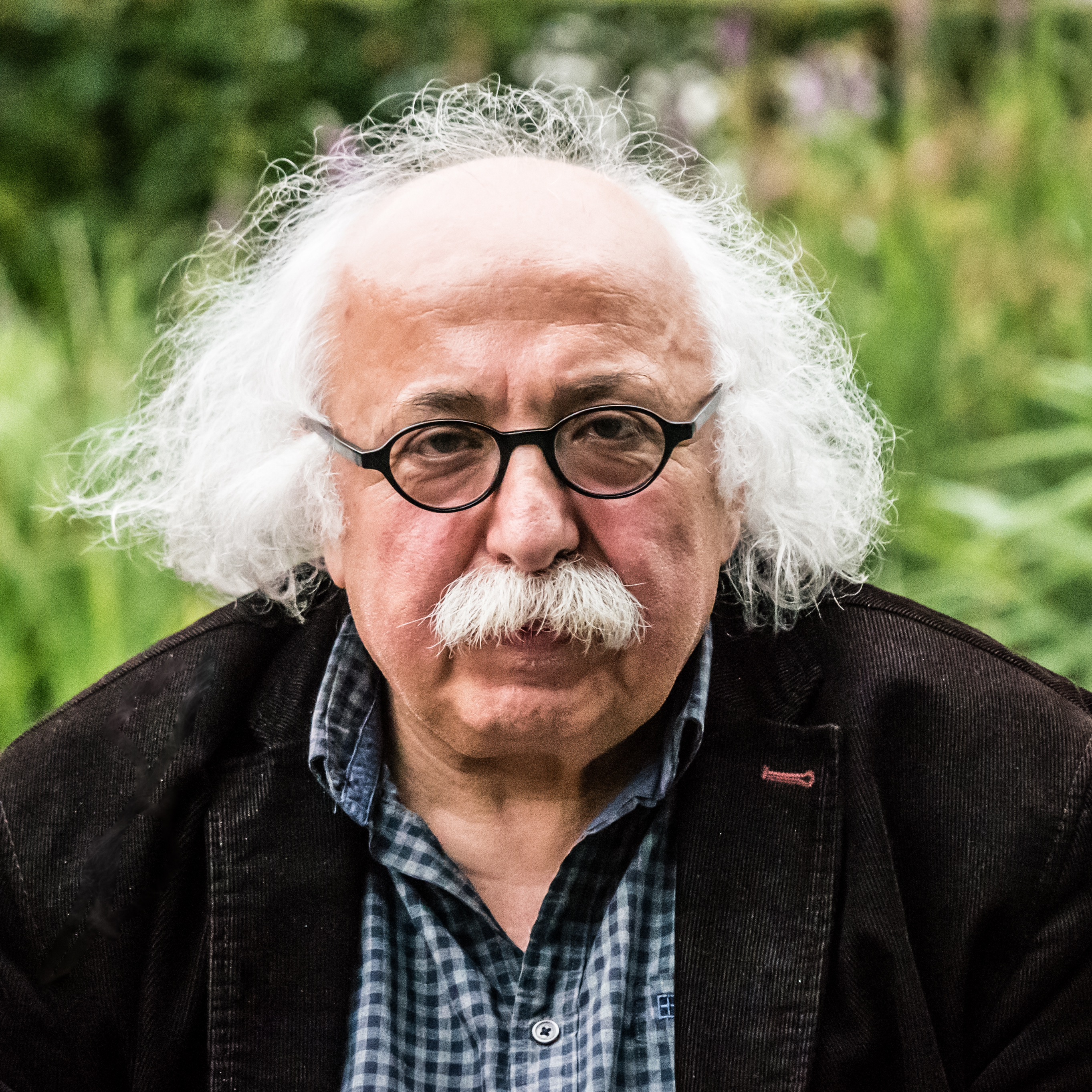
Suleman Taufiq beim Hausacher Leselenz 2017

Suleman Taufiq (arabisch سليمان توفيق, DMG Sulaimān Taufīq; * 1953 in Beirut) ist ein syrisch-deutscher Schriftsteller und Publizist. Daneben trat er vielfach als Übersetzer und Herausgeber arabischer Literatur in deutscher Sprache hervor.

## Leben
Suleman Taufiq  Taufiq wuchs in der syrischen Hauptstadt Damaskus auf und besuchte dort die Schule. Nach dem Abitur 1971 kam er fasziniert von Europa nach Deutschland und studierte an der RWTH Aachen Philosophie und Komparatistik.
Seit 1986 lebt er als freier Schriftsteller und Publizist in Aachen. 1978 veröffentlichte er seinen ersten Gedichtband auf Deutsch. Seit Ende der siebziger Jahre beschäftigt er sich mit der deutschsprachigen Literatur von Ausländern in Deutschland und gibt Bücher zu diesem Thema heraus.
Neben Erzählungen und Essays veröffentlichte er eigene Gedichte und übersetzte viele arabische Werke ins Deutsche sowie zahlreiche deutsche Dichter ins Arabische. Außerdem schrieb er Geschichten für Kinder. Bekannt wurde er auch als Autor für den WDR, HR, DLR Kultur und die Neue Zürcher Zeitung.
1983 erhielt er den Walter-Hasenclever-Preis der Stadt Aachen, 1990 und 2014 je ein Arbeitsstipendium für Schriftsteller des Kultusministeriums in NRW. 2015 war er für den Europäischen CIVIS Radiopreis nominiert. Außerdem erhielt er den Medienpreis des Berufsverbands der Kinder- und Jugendärzte in der Kategorie Hörfunk.

## Veröffentlichungen (Auswahl)
- Josef hat Geburtstag. Kurzgeschichten. Sujet Verlag, Bremen 2020.
- Fremde Welt. Gedichte mit SW Fotos und Grafik von Johanns Traub. Sujet Verlag, Bremen 2019.
- BENIMI: Mein Istanbul, ein Stadtlesebuch. (Hrsg. mit Sefa Inci Suvak). Edition Esefeld & Traube, Stuttgart 2017.
- Ich zähme die Hoffnung. Gedichte. Sujet Verlag, Bremen 2017.
- Café Dunya. Ein Tag in Damaskus. Edition Orient, Berlin. 2015.
- Mein Kairo, ein Stadtlesebuch. (Hrsg. mit Jörg Armbruster). Edition Esefeld & Traube, Stuttgart 2014.
- Huda bekommt ein Brüderchen. Kinderbuch. Carlsen Verlag, Hamburg 2011.
- Hier wohnt die Stille. Gedichte. Schiler Verlag, Berlin 2009.
- Dinge, die andere nicht sehen: 20 Lyrikerinnen aus dem arabischen Raum. (Hrsg. und Übersetzer). Lisan Verlag, Basel 2006.
- Warten. Prosa, Lisan Verlag, Basel 2005.
- Was weißt du von mir. Liebesgedichte, Edition Orient, Berlin 2004.
- Oh wie schön ist Fliegen. Kinderbuch. Edition Orient, Berlin. 3. Auflage. 2006.
- Frauen in der arabischen Welt. (Hrsg. und Übersetzer). dtv, München 2004.
- Arabische Erzählungen. (Hrsg. und Übersetzer) dtv, München 2004.
- Neue Arabische Lyrik. (Hrsg. und Übersetzer) dtv, München 2004, ISBN 3-423-13262-0.
- Mondtheater. Gedichte. Verlag Donata Kinzelbach, Mainz 2001.
- Der wahre Schleier ist das Schweigen. (Mit Jutta Szostack) Fischer Verlag, Frankfurt/M. 1995.
- Spiegel des Anblicks. Gedichte, Edition Orient, Meerbusch 1993.
- Wir sind fremd wir gehen fremd. Gedichte. Klenkes Verlag, Aachen 1978.
- Layali. Gedichte. Klartext Verlag, Essen 1984.
- Das Schweigen der Sprache. Gedichte. Edition Orient, Berlin 1988.
- Im Schatten der Gasse (في ظل الزقاق). Erzählung. Edition Orient, Berlin 1992
- Dies ist nicht die Welt, die wir suchen. (Hrsg.) Anthologie. Klartext Verlag, Essen 1983.
- Zu Gast bei den Entwickelten. (Hrsg. mit S. Pater) Pad Verlag, Dortmund 1985.
- Mittenaus Mittenein. Irakische Lyrik (Hrsg. und Übersetzer, mit Khalid Al-Maaly und Stefan Weidner). Das arabische Buch, Berlin 1993.

### Übersetzungen

#### Aus dem Arabischen
- Khalil Sweileh: Das Gewicht der Reue. Roman. Sujet Verlag, Bremen 2022, ISBN 978-3-96202-092-7.
- Syrien ein Kissen für Himmel und Erde. Gedichte von Adonis und Fotos von Fadi Masri Zada. Sujet Verlag, Bremen 2022, ISBN 978-3-96202-090-3.
- Widad Nabi: Unsichtbare Brüche. Gedichte. Szjet Verlag, Bremen 2021, ISBN 978-3-96202-094-1.
- Ibtisam Barakat: Das Lila Mädchen. Kinderbuch Deutsch – Arabisch. Sujet Verlag, Bremen 2021, ISBN 978-3-96202-085-9
- Widad Nabi: Kurz vor dreißig Küss mich. Gedichte. Sujet Verlag Bremen 2019, ISBN 978-3-96202-021-7
- Hussain Al‑Moutawaa: Ich wäre so gern Betonmischer. Kinderbuch Deutsch-Arabisch. Sujet Verlag, Bremen 2020, ISBN 978-3-96202-056-9
- Maya Abu Al-Hayyat: Ich verbrenne die Zeit. Gedichte, zweisprachig (arab./dt.) Sujet Verlag, Bremen 2018, ISBN 978-3-96202-025-5.
- Ahmad Rashid Thani: Das Meer gehört einst mir. Gedichte, Lisan Verlag, Basel 2010.
- Joumana Haddad: Damit ich abreisen kann. Gedichte. Lisan Verlag, Basel 2006.
- Girges Shoukry: Was von uns übrig bleibt, kümmert niemanden. Gedichte. Sabon-Verlag, St. Gallen 2004.
- Adonis: Der Baum des Orients. Gedichte. Edition Orient, Berlin 1989.
- Sargoun Boulus: Ein unbewohnter Raum. Erzählungen. Edition Orient, Meerbusch 1996.
- Laila Al Osman: Die Wände zerreißen. Erzählungen. Edition Orient, Berlin 1988.
- Alifa Rifaat: Erste Liebe, letzte Liebe. Erzählungen. dtv, München 1992.
- Alifa Rifaat: Die letzte Nacht nach Tausend Nächten. Erzählungen. Edition Orient, Berlin 1991.
- Ghada al-Samman: Mit dem Taxi nach Beirut. Roman. Ed. Orient, Berlin 1990, ISBN 3-922825-40-0.
- Nawal El-Saadawi: Schador. Frauen im Islam (Mitübersetzer). Con-Edition, Bremen 1980.

#### Aus dem Deutschen
- Kurt Rothmann: Kleine Geschichte der deutschen Literatur. Ouidat Edition. Beirut 1989.
- Gedichte von Ursula Krechel, Hans Magnus Enzensberger, Hilde Domin, Sarah Kirsch, Nelly Sachs, Friederike Roth, Rolf Dieter Brinkmann, Guntram Vesper, Rolf Haufs, Reiner Kunze, Peter Rühmkorf, Bertolt Brecht, Heiner Müller, Friedrich Christian Delius, Günter Kunert, Wolf Biermann, Karl Krolow, Schiller, Lessing, Friedrich Rückert, Goethe, Novalis, Friedrich Hölderlin, Joseph von Eichendorff, Adelbert von Chamisso, Christian Morgenstern, Achim von Arnim, Friedrich Nietzsche u. v. a.